# Пержхайло, Августин Антонович
Августин Антонович (Оттонович) Пержхайло (1864 — после 1933) — российский военачальник, командующий 6-й армией, генерал-лейтенант (1915).

## Биография
Из дворян, сын полковника Оттона Антоновича Пержхайло, православный. Образование получил в Псковском кадетском корпусе. В службу вступил 1 сентября 1882. Окончил 2-е военное Константиновское училище и выпущен в 6-й стрелковой батальон. Командовал ротой и батальоном. На 1 марта 1914 во 2-м Финляндском стрелковом полку. В апреле 1915 командир 10-го Финляндского стрелкового полка. Состоял в резерве чинов при штабе Киевского военного округа с 3 апреля 1916. Командующий 2-й Заамурской пограничной пехотной дивизией с 15 апреля 1917. 25 августа 1917 был назначен командиром 7-го армейского корпуса. Позднее командующий 6-й армией, один из инициаторов формирования добровольческих частей на Румынском фронте. С февраля 1919 в резерве чинов при штабе главного командования ВСЮР. После Крымской эвакуации в эмиграции.

### Чины
- подпоручик (14.08.1884).
- поручик (14.08.1888).
- штабс-капитан (26.02.1890).
- капитан (15.03.1900).
- подполковник — за отличие по службе (01.01.1906).
- полковник (06.12.1910).
- генерал-майор (06.12.1914).
- генерал-лейтенант — за отличие по службе (25.08.1915).

### Награды
- орден Святого Станислава 2-й ст. (1905);
- орден Святой Анны 2-й ст. (1907); мечи к ордену Святой Анны 2-й ст. (утв. ВП 30.09.1916);
- орден Святого Владимира 4-й ст. (1910); мечи и бант к ордену Святого Владимира 4-й ст. (ВП 17.08.1915);
- орден Святого Владимира 3-й ст. с мечами (ВП 04.03.1915);
- орден Святого Георгия 4-й ст. (ВП 26.04.1915);
- Георгиевское оружие (ВП 10.11.1915);
- орден Святого Станислава 1-й ст. с мечами (ВП 25.12.1915);
- медали.